# Teratoma
Un teratoma és un tumor format per diferents tipus de teixits, com el cutani, el muscular o l'ossi, i que molt poques vegades inclou estructures més complexes pròpies del globus ocular, el tors o la mà. Usualment, un teratoma no conté cap òrgan, sinó un o més components tissulars normalment presents en el cervell, la pell, la tiroide, el fetge i el pulmó. Es formen quasi sempre en els ovaris, els testicles o la regió sacrococcígia i menys comunament en altres àrees com el sistema nerviós central. o els ronyons. Alguns poden causar molt poca simptomatologia i passen desapercebuts fins l'adultesa. No és un fet extraordinari que al seu interior apareguin cabells o dents. Un teratoma testicular pot presentar-se com un nòdul indolor. Les complicacions poden incloure torsió ovàrica, torsió testicular, peritonitis química per ruptura espontània del tumor, anèmia hemolítica autoimmunitària o hidropesia fetal.
L'epignatus és una forma molt infreqüent de teratoma orofaríngic congènit que provoca una alta mortalitat en els nounats, ja que distorsiona i obstrueix les seves vies respiratòries. Una altra variant força inusual és el teratoma congènit de l'òrbita ocular, el qual no té habitualment malignitat, però que creix amb rapidesa provocant una exoftàlmia massiva i pèrdua total de la visió. Acostuma a comportar l'enucleació de l'ull, a menys que el nadó sigui sotmès a una adequada intervenció quirúrgica el més aviat possible.
Els teratomes són un tipus de tumor de cèl·lules germinals (un tumor que comença a les cèl·lules que donen lloc als espermatozoides o als òvuls). Es divideixen en dos tipus: madurs i immadurs.
Els teratomes madurs acostumen a ser quístics i generalment de naturalesa benigna. El més freqüent és el tumor ovàric de cèl·lules germinals, que en general afecta dones amb edat de procreació (des d'adolescents fins a dones de cinquanta anys). Sovint es denomina quist dermoide perquè el seu revestiment s'assembla a la pell. Excepcionalment, la pilimicció (sortida de pèls per l'orina) és el signe clínic que indica l'existència d'un teratoma ovàric que ha envaït la bufeta urinària, creant una fístula ovàrica-vesical. En algun cas, els teratomes ovàrics madurs secreten testosterona i provoquen anomalies menstruals doloroses i virilització. Per regla general aquests tumors o quists contenen diversos elements que formen part de les vies respiratòries, els ossos, el teixit nerviós i altres teixits d'un adult. Rares vegades, però, al seu interior es troben estructures fetiformes homunculars. El seu tractament consisteix a l'extirpació quirúrgica del quist.
Els teratomes immadurs poden ser malignes. Es presenten en nenes i dones joves, en general menors de 18 anys. Aquests tumors cancerosos són poc freqüents (entre el 10 i el 20% de totes les neoplàsies malignes ovàriques en dones de menys de 20 anys) i s'assemblen a teixits embrionaris o fetals, com el teixit connectiu, els de les vies respiratòries i el del cervell. Quan no s'han estès més enllà de l'ovari i la immaduresa no és prominent (teratoma immadur de grau 1), es curen mitjançant l'extirpació quirúrgica de l'ovari. Quan s'estén més enllà de l'ovari i/o una gran part del tumor té un aspecte molt immadur (teratomes immadurs de grau 2 o 3) es recomana quimioteràpia, a més de l'ooforectomia.
La majoria dels teratomes ovàrics són madurs. En adults, els teratomes testiculars són generalment cancerígens. El diagnòstic definitiu es basa en una biòpsia del teixit.
El tractament del teratoma sacrococcigi, testicular i d'ovari és generalment per cirurgia. Els teratomas ovàrics testiculars i immadurs també són sovint tractats amb quimioteràpia. La síndrome del teratoma creixent és una entitat clínica rara, en la qual apareix un teratoma madur durant o després de la administració de quimioterapia per tractar un tumor de cèl·lules germinals maligne no seminomatós.
Els teratomes es produeixen a la zona sacrococcígia en aproximadament 1 de cada 30.000 nounats, convertint-los en un dels tumors més freqüents d'aquest grup d'edat. Les femelles són més afectades que els mascles. Els teratomes ovàrics representen aproximadament una quarta part dels tumors ovàrics i solen observar-se durant la mitjana edat. Trobar en ells teixit prostàtic és un fet insòlit. Els teratomes testiculars representen gairebé la meitat dels casos de càncer de testicle. El terme teratoma prové de les paraules gregues per "monstre" i "tumor".